# Бой у мыса Генри
Бой у мыса Генри (англ. Battle of Cape Henry) — морское столкновение на подходах к Чесапикскому заливу между британцами и французами в ходе Американской войны за независимость. Британская эскадра вице-адмирала Мариота Арбатнота преградила путь в Чесапик эскадре шевалье Детуша и пресекла попытку снабжения Континентальной армии, осадившей Йорктаун.

## Предыстория
В декабре 1780 года британский генерал сэр Генри Клинтон послал бригадного генерала Бенедикта Арнольда (который переметнулся на британскую сторону в сентябре прошлого года), с 1700 войск в Вирджинию, для набегов и укрепления Портсмута. Генерал Джордж Вашингтон ответил посылкой на юг против Арнольда маркиза де Лафайета с небольшой армией. Стремясь зажать Арнольда между армией Лафайета и французскими кораблями, Вашингтон обратился за помощью к французскому адмиралу Детушу, командующему от флота в Ньюпорте, (Род-Айленд). Детуш, памятуя угрозу от несколько превосходящей его британской североамериканской эскадры, стоявшей на якоре в Гардинер-бей, на восточной оконечности Лонг-Айленда, оказывал помощь неохотно.
В начале февраля шторм повредил флот адмирала Арбатнота, что побудило Детуша вскоре послать на юг отряд из трех кораблей. Когда они достигли Чесапика, британские корабли, поддерживавшие Арнольда, перешли в устье мелководной Элизабет-ривер, где французские корабли были не в состоянии их преследовать. Французы вернулись в Ньюпорт. Их единственным успехом был захват 44-пушечного HMS Romulus, из числа кораблей, посланных следить за манёврами французов. Этот скромный успех, и поощрение генерала Вашингтона, подтолкнули Детуша к полномасштабной операции. 8 марта, когда Вашингтон был в Ньюпорте, Детуш вышел со всем флотом, имея на борту 1200 человек для действий на суше по прибытии в Чесапик.
Вице-адмирал белой эскадры Мариотт Арбатнот, британский командующий флотом в Северной Америке, понимал, что Детуш что-то затевает, но узнал о его выходе в море только 10 марта, и сразу же отправился со своим флотом в погоню. Благодаря преимуществу в скорости обшитых медью кораблей и попутным ветрам, он достиг мыса Генри 16 марта, немного опередив Детуша.

## Ход боя
Хотя оба имели по восемь вымпелов, у англичан было преимущество в огневой мощи: 90-пушечный HMS London, самый большой из присутствующих (по сравнению с 84-пушечным Duc de Bourgogne). Также французская эскадра включала только что захваченный 44-пушечный Romulus, самый малый среди всех. Когда Арбатнот обнаружил французов к норд-осту в 6 часов утра 16 марта, они были около 40 миль (74 км) к ENE от мыса Генри. Арбатнот повернул оверштаг, и Детуш приказал своим кораблям строить линию баталии с попутным ветром, курсом на W. Между 8 и 9 часами утра начались заходы ветра, видимость была плохая. Несколько часов эскадры маневрировали, стремясь выиграть преимущество и зайти с наветра. К 1 часу пополудни ветер установился от норд-оста, и Арбатнот, показав превосходство морской практики, надвигался на французский арьергард. Эскадры двигались на ESE, лавируя против ветра. Детуш, чтобы избежать такого положения, приказал ворочать фордевинд последовательно, и повернул на обратный курс перед наступающей британской линией. Этим манёвром он отдал наветренное положение (предоставив Арбатноту инициативу в выборе атаки), но также поставил свои корабли относительно ветра так образом, что мог открыть нижние порты при высокой волне, чего британцы не могли проделать, не рискуя заливанием нижних палуб.
Арбатнот ответил на французском манёвр, приказав своим кораблям также ворочать фордевинд. Когда корабли в авангарде закончили манёвр, они были полностью в зоне огня французской линии, и потому понесли значительный урон. HMS Robust, HMS Europe и HMS Prudent практически потеряли управляемость из-за повреждений парусов и такелажа. Арбатнот держал сигнал сохранять линию, и в результате его эскадра выстроилась в кильватер поврежденным кораблям. Детуш в этот момент снова приказал ворочать последовательно, и его корабли ещё раз дали продольный залп по поврежденным британским, и сбили марса-рей London, после чего отошли на ост.

## Последствия
Потери французов составили 72 убитых и 112 раненых, в то время как британцы потеряли 30 убитыми и 73 ранеными. Арбатнот втянулся в Чесапикский залив, тем самым цель экспедиции Детуша стала недоступна, и последний вернулся в Ньюпорт. После того, как транспорты доставили Арнольду 2000 человек подкрепления, Арбатнот вернулся в Нью-Йорк. Он оставил пост командующего станцией из-за возраста и немощи, и в июле ушел в Англию. На этом закончилось его бурное, трудное и непродуктивное сотрудничество с генералом Клинтоном.
Генерал Вашингтон, недовольный тем, что операция не удалась, написал письмо, которое мягко критикует Детуша. Это письмо было перехвачено и опубликовано в английских газетах, что вызвало критический отклик Вашингтона графа де Рошамбо, командующий французской армией в Ньюпорте. Граф де Баррас, который прибыл в мае, чтобы принять командование в Ньюпорте, оправдывал отказ Детуша продолжить атаку: «Принципом войны является рисковать гораздо бо́льшим, защищая свои позиции, и очень малым, нападая на позиции противника». Мэхэн же указывает, что «это стремление избежать риска … во многом объясняет недостаток успеха французов в [той] войне».
Лафайет, когда узнал о французской неудаче, повернул обратно на север, чтобы соединиться с Вашингтоном. Вашингтон приказал Лафайетту остаться в Вирджинии, узнав о подкреплениях направленных Арнольду. Хотя французская операция по усилению Лафайетта была неудачной, позже действия графа де Грасса завершились морской победой французов в сентябре 1781 года при Чесапике и проложили путь к успеху морской блокады и осады сухопутной армии лорда Корнуоллиса в Йорктауне.

## Память
Бой увековечил американский певец и автор Тодд Снайдер в «Балладе о мысе Генри». Хотя в мемориале на м. Генри в Вирджинии есть памятный знак, посвященный битве при Чесапике, там нет упоминания боя при мысе Генри.

## Силы сторон
| Британская эскадра | Британская эскадра | Британская эскадра | Британская эскадра | Британская эскадра                                      | Французская эскадра      | Французская эскадра                                       | Французская эскадра | Французская эскадра | Французская эскадра                                                                    |
| Корабль (пушек)    | Командир           | Потери             | Потери             | Примечание                                              | Корабль (пушек)          | Командир                                                  | Потери              | Потери              | Примечание                                                                             |
| Корабль (пушек)    | Командир           | Убито              | Ранено             | Примечание                                              | Корабль (пушек)          | Командир                                                  | Убито               | Ранено              | Примечание                                                                             |
| ------------------ | ------------------ | ------------------ | ------------------ | ------------------------------------------------------- | ------------------------ | --------------------------------------------------------- | ------------------- | ------------------- | -------------------------------------------------------------------------------------- |
| Robust (74)        | Phillips Cosby     | 15                 | 21                 |                                                         | Conquérant (74)          | Charles-Marie, Comte de la Grandière                      | 31                  | 41                  |                                                                                        |
| Europe (64)        | Smith Child        | 8                  | 19                 |                                                         | Provence (64)            | Louis-André-Joseph, Chevalier de Lombard                  | 1                   | 7                   |                                                                                        |
| Prudent (64)       | Thomas Burnet      | 7                  | 24                 |                                                         | Ardent (64)              | Charles-René-Louis, Vicomte de Bernard de Marigny         | 19                  | 35                  |                                                                                        |
| Royal Oak (74)     | William Swiney     | 0                  | 3                  | флагман, вице-адмирал Арбатнот                          | Neptune (74)             | Charles, Comte de Médine                                  | 4                   | 2                   |                                                                                        |
| London (90)        | David Graves       | 0                  | 0                  | младший флагман, вице-адмирал сэр Томас Грейвз          | Duc de Bourgogne (80-84) | Louis Nicolas, Baron de Durfort                           | 6                   | 5                   |                                                                                        |
| Adamant (50)       | Gideon Johnstone   | 0                  | 0                  |                                                         | Jason (64)               | Jean-Isaac-Timothée Chadeau de la Clocheterie             | 5                   | 1                   |                                                                                        |
| Bedford (74)       | Edmund Affleck     | 0                  | 0                  | Один автор указывает как 64; остальные как 74-пушечный. | Éveillé (64)             | Armand le Gardeur de Tilley                               | 1                   | 3                   |                                                                                        |
| America (64)       | Samuel Thompson    | 0                  | 0                  |                                                         | Romulus (44)             | Jacques-Aimes le Saige, Chevalier de la Villébrun         | 2                   | 1                   | Малый двухдечный, у британцев относился к 5 рангу. Некоторые авторы называют фрегатом. |
| Вне линии          |                    |                    |                    |                                                         |                          |                                                           |                     |                     |                                                                                        |
| Guadalupe (28)     | Hugh Robinson      |                    |                    | фрегат                                                  | Hermione (36)            | Louis-René-Madelène le Vassor, Comte de Latouche-Tréville |                     |                     | фрегат                                                                                 |
| Pearl (32)         | George Montagu     |                    |                    | фрегат                                                  | Gentille (32)            | M. de Maingand                                            |                     |                     | фрегат                                                                                 |
| Iris (32)          | George Dawson      |                    |                    | фрегат                                                  | Fantasque (14)           | M. de Vaudoré                                             |                     |                     | Большинство указывают как старый 64-пушечный, вооруженный en flûte                     |
| Medea (28)         | Henry Duncan       |                    |                    | фрегат                                                  |                          |                                                           |                     |                     |                                                                                        |